# Callyna perfecta
Callyna perfecta là một loài bướm đêm trong họ Noctuidae.